# Walerij Borgojakow
Walerij Michajłowicz Borgojakow (ros. Валерий Михайлович Боргояков; ur. 26 lipca 1986) – rosyjski zapaśnik startujący w stylu klasycznym. Piąty na mistrzostwach Europy w 2011. Drugi w Pucharze Świata w 2011. Mistrz Rosji w 2010 i drugi w 2009 roku.